# Віллі ден Ауден
Віллі ден Ауден (нід. Willy den Ouden, 1 січня 1918 — 6 грудня 1997) — нідерландська плавчиня.
Олімпійська чемпіонка 1936 року, призерка 1932 року.
Чемпіонка Європи з водних видів спорту 1931, 1934 років, призерка 1938 року.